# Die (musicien)
 (mai 2022).
Si vous disposez d'ouvrages ou d'articles de référence ou si vous connaissez des sites web de qualité traitant du thème abordé ici, merci de compléter l'article en donnant les références utiles à sa vérifiabilité et en les liant à la section « Notes et références ».
Pour les articles homonymes, voir Die.
Die (né Dai Andō (安東 大) le 20 décembre 1974, à Mie) est un musicien japonais, guitariste de Dir en grey. Il en est membre depuis les débuts (1997) et était auparavant un membre de La:Sadie’s. Die est en termes quantitatifs le second compositeur du groupe (après Kaoru) il a composé une dizaine de chansons dont « 304 Goushitsu, Hakushi no Sakura », « Wake », « Audrey », ou encore « Mr.Newsman ». De manière générale l’on peut évoquer le tempo pop/rock assez élevé de ses créations.
Die est généralement considéré comme le guitariste rythmique de Dir en grey, pensée courante émanant du rôle de soliste que tient généralement Kaoru. Il est à noter que Die à lui aussi réalisé quelques solos ("Unknown･･･Despair･･･a Lost" et "RED...［em］"). De même et de manière générale les deux guitaristes alternent entre mélodie et rythme d'une chanson à l'autre, aucun d'eux n'est donc chargé d'une tâche particulière.

## Équipement
Tout comme Kaoru et Toshiya, Die est équipé par la firme japonaise ESP Guitars. Le manufacturier lui fournit Guitares et plectres. Il dispose de ses propres séries du ESP Custom Shop, sous les noms de modèles DDT et D-DR. Chacun des deux étant basé sur les corps des Telecaster, plus particulièrement sur la DDT, tandis que la D-DR modèle plus récent ressemblant à une combinaison entre une Telecaster et une ESP série F. Sur scène, Die utilise principalement des amplificateurs Mesa/Boogie.
Il existe des répliques de ses 2 différents modèles disponibles à la vente, et ce seulement au Japon ou en import. On retrouve chez ESP des répliques de la D-DR 300 et DDT #00004. Edwards une branche d’ESP propose les mêmes modèles à des coûts moins élevés ainsi qu’une DDT en miniature.